# Красночикойське сільське поселення
Красночико́йське сільське поселення (рос. Красночикойское сельское поселение) — сільське поселення у складі Красночикойського району Забайкальського краю Росії.
Адміністративний центр та єдиний населений пункт — село Красний Чикой.

## Населення
Населення сільського поселення становить 7040 осіб (2019; 7063 у 2010, 7133 у 2002).